# Міллер Олексій Ілліч
Олексій Ілліч Міллер (нар. 4 вересня 1959) — російський історик, доктор історичних наук. Професор РДГУ та Європейського університету в Санкт-Петербурзі, з 1993 року запрошений професор Центрально-Європейського університету (Будапешт). До 2014 року провідний науковий співробітник Інституту наукової інформації з суспільних наук РАН. Син історика Іллі Міллера.

## Біографія
Народився в Москві в родині науковця.
Навчався на історичному факультеті МДУ, закінчив аспірантуру в Інституті слов'янознавства та балканістики АН СРСР.
У 1986 р. захистив кандидатську дисертацію по історії на тему «Ідеологія і політика польського консервативного табору в монархії Габсбургів в 60-70-і рр. XIX ст. Течія західно-галицьких консерваторів», у 2000 р. — докторську дисертацію на тему «Українське питання в політиці влади та російської громадській думці (друга половина XIX ст.)».
Довгий час працював в РАН: науковий, старший науковий співробітник сектора нової історії країн Центральної Європи Інституту слов'янознавства та балканістики АН СРСР (Інституті слов'янознавства РАН), пізніше провідний науковий співробітник Інституту наукової інформації з суспільних наук Російської Академії наук (1999—2014).
Академічний директор спершу московських щорічних семінарів з історії Центральної Європи (1995-96), потім Регіонального семінару за видатні досягнення в галузі викладання (1997—2005).
Стипендіат Фонда Макартуров (США, 1994-95, 2000—2001), науковий співробітник Фонду Гумбольдта (ФРН, 1998-99, 2005). Старший науковий співробітник (Інститут гуманітарних наук, Відень, 2001), Collegium Budapest (2002—2003) і Imre Kortesz Kolleg (ФРН, 2015).
У 1990-х роках викладав на історичному факультеті МДУ, з 1993 року запрошений професор Центрально-Європейського Університету (Будапешт). Професор РДГУ (2008—2012).
З 2014 р. професор факультету історії Європейського Університету в Санкт-Петербурзі.
Член російського дискусійного клубу «Валдай» і російської Ради зовнішньої і оборонної політики.

## Висловлювання
У своєму інтерв'ю на радіо «Ехо Москви» (липень 2014 року) як «експерт» з українського питання заявив, що української нації «поки що не існує».

## Праці
Монографії
- Украинский вопрос в политике властей и русском общественном мнении (вторая половина XIX в.). СПб.: Алетейя, 2000.
- Империя Романовых и национализм. М.: НЛО, 2006.
- Западные окраины Российской империи. М.: НЛО, 2006 (в співавт.)
- Россия-Украина. Как пишется история. М.: РГГУ, 2011. (в співавт.)
- Нация, или Могущество мифа. СПб.: изд-во ЕУ, 2016.

Статті
- Россия и Восточная Европа // Формирование новой системы международных отношений на востоке Европы. М.: ИНИОН РАН, 2006. С. 129—153.
- Дуализм идентичностей на Украине // Отечественные записки. № 34 (2007). С. 84-96.
- История империй и политика памяти: Интерпретация прошлого как инструмент национального строительства // Россия в глобальной политике. № 4 (2008). С. 118—134.
- Нация-государство или государство-нация? // Россия в глобальной политике. № 5 (2008). С. 127—138.
- «Триада» графа С. С. Уварова и национализм // Исторические записки. № 11 (2008). С. 180—198.
- Историческая политика и ее особенности в Польше, Украине и России // Отечественные записки. № 44 (2008).
- «Народность» и «нация» в русском языке XIX века: подготовительные наброски к истории понятий // Российская история. № 1 (2009). С. 151—165.
- Нация как система координат политической жизни // Вестник российской нации. № 4 (2009). С. 83-107.
- Государство и нация в Украине после 2004 г. — анализ и попытка прогноза // Вестник российской нации. № 5 (2009). С. 130—143.
- Правовое положение евреев в империи Романовых до эпохи модернового антисемитизма // Механизмы власти: трансформации политической культуры в России и Австро-Венгрии на рубеже XIX—XX вв. М.: РГГУ, 2009. С. 333—359.
- Политика строительства нации-государства на Украине // Формирование государства в условиях этнокультурной разнородности. М.: ИНИОН РАН, 2010. С. 76-99.
- Лабиринты исторической политики // Россия в глобальной политике. № 3 (2011). С. 49-62.
- История понятия «нация» в России // Отечественные записки. № 46 (2012). С. 162—186.
- Модерные империи: проблемы классификации, механизмы консолидации и распада // Политическая наука. № 3 (2013). С. 30-42.
- Роль экспертных сообществ в политике памяти в России // Полития. № 4 (2013). С. 114—126.
- Понятие «нация» в постсевастопольской России // Вестник российской нации. № 6 (2014). С. 189—208.
- «Лекарство от национального нарциссизма» // Россия в глобальной политике. № 5 (2015). С. 123—135.

Під редакцією
- Австро-Венгрия: опыт многонационального государства. М.: Ин. слав. РАН, 1995.
- Россия–Украина: история взаимоотношений // РАН, Ин-т славяноведения; Ин-т «Открытое общество»; Отв. Ред.: А. И. Миллер, В. Ф. Репринцев, Б. Н. Флоря.- М.: Яз. рус. культуры, 1997.
- Imperial Rule. CEU Press, 2004.
- The Convolutions of Historical Politics. CEU Press, 2012.
- Nationalizing Empires. CEU Press, 2014.